# Hula (filme)
Hula é um filme mudo americano de 1927, do gênero comédia romântica, dirigido por Victor Fleming, com roteiro de Ethel Doherty baseado no romance Hula, de Armine von Tempski.